# Чиполла, Антонио
Антонио Чиполла (итал. Antonio Cipolla; 4 февраля 1820, Неаполь — 15 июля 1874, Рим) — итальянский архитектор периода неоклассицизма.

## Биография
Антонио родился в Неаполе, учился там у Э. Альвино. В 1845 году получил стипендию Академии изящных искусств Неаполя для прохождения обучения в Риме. В 1848 году он прервал учёбу, чтобы сражаться с французами в области Венето во время итальянской революции против Австрийской империи.
В 1852—1854 годах Антонио Чиполла получил заказ от Неаполитанского королевства на реставрацию церкви Санто-Спирито-деи-Наполетани на улице Виа Джулия в Риме. Следующим крупным заказом с 1860 года стала помощь в реставрации Палаццо Фарнезе в Риме для изгнанного бывшего короля Неаполя и «Обеих Сицилий» Франциска II. В последующие годы Чиполла проектировал ряд надгробных памятников в Риме.
В Болонье он проектировал Палаццо Сильвани (позднее Cassa di Risparmio - Сберегательный банк Италии), расположенный между площадью Кавур и площадью Сан-Доменико. Для семьи Сильвани он создал памятник Антонио Сильвани в колумбарии Чертозы ди Болонья. Мраморный бюст с изображением Сильвани был создан Пьетро Тенерани.
В Болонье Антонио Чиполла также проектировал Палаццо делла Банка Национале (1862—1865). Он построил аналогичные сооружения для Национального банка во Флоренции (завершено в 1869 году) и для Кассы ди Риспармио на Виа дель Корсо в Риме (1869—1874). Главные внутренние помещения здания, известного как Палаццо Чиполла, были украшены картинами Чекропе Барилли, Д. Бруски и Д. Натали, а также статуями О. Гарофоли. За эту работу архитектор получил премию.
Чиполла участвовал в конкурсе на проект фасада Флорентийского собора, но проиграл Эмилио де Фабрису. Он работал на Савойскую монархию над различными проектами в Риме. В 1865 году в Неаполе ему было поручено построить дворец Фердинандо Палашано на холме Каподимонте, изменив план уже существовавшего здания и добавив, среди прочего, высокую башню.
В 1871 году по заказу семьи Скараманга ему была поручена реконструкция виллы Аттиас в Ливорно (снесена после 1968 года).
С 1870 по 1874 год Антонио Чиполла входил в состав комиссии, изучавшей проблемы реконструкции и планирования городской застройки. Он участвовал в проектировании развития района Прати-ди-Кастелло. Разработал проект англиканской церкви Святой Троицы на площади Сан-Сильвестро в Риме (снесена в 1941 году). За свою профессиональную деятельность он получил многие награды от различных римских академий, а после смерти его личный архив был передан в дар Академии Святого Луки в Риме.
- Вилла Боссио (Аттиас) в Ливорно. 1871. Фотография 1948 г.
- Вилла Фабрискотти. Флоренция
- Темпьетто. Вилла Фабрискотти
- Здание Национального банка Италии. 1869. Флоренция
- Памятник А. Сильвани. Чертоза ди Болонья
- Памятник князю М. Голицыну. Чертоза ди Болонья
- Надгробие П. Маджента. Проект 1863. Чертоза ди Болонья